# Getas (Wonosalam)
Getas is een bestuurslaag in het regentschap Demak van de provincie Midden-Java, Indonesië. Getas telt 4343 inwoners (volkstelling 2010).